# Petr Nečas

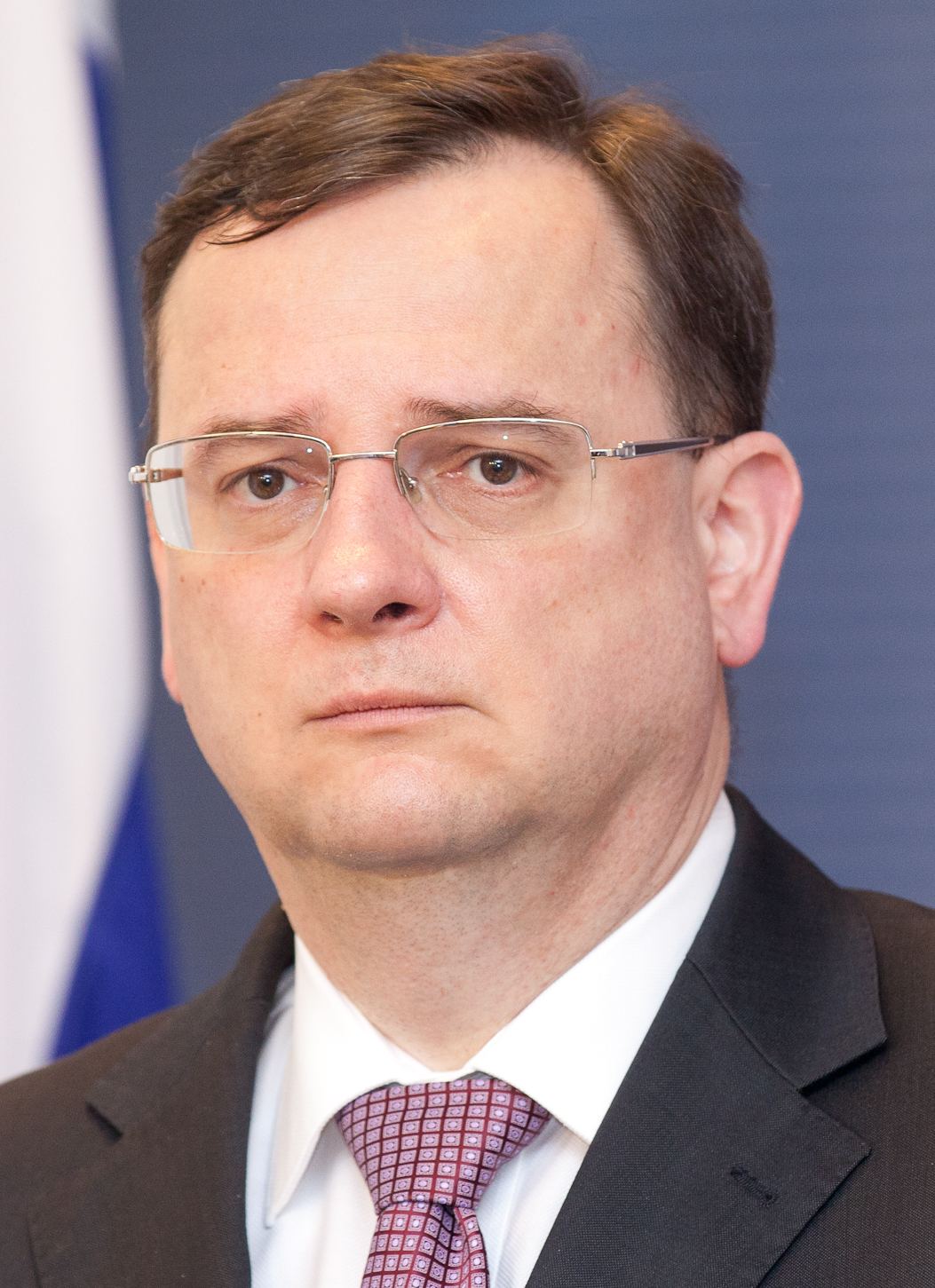
Petr Nečas, 2013

Petr Nečas (* 19. November 1964 in Uherské Hradiště) ist ein tschechischer Politiker der konservativen Partei ODS, der vom 28. Juni 2010 bis zu seinem Rücktritt am 17. Juni 2013 Ministerpräsident der Tschechischen Republik war.

## Leben und Karriere
Nach dem Studium der Physik an der Masaryk-Universität in Brünn und dem Ableisten des Wehrdienstes wurde Nečas 1992 erstmals in das tschechische Abgeordnetenhaus gewählt. 1995/96 bekleidete er das Amt des 1. stellvertretenden Verteidigungsministers. 1999 wurde er stellvertretender Vorsitzender der ODS. Im Wettbewerb um die Nachfolge des 2002 zurückgetretenen Gründers und langjährigen Parteivorsitzenden Václav Klaus unterlag Nečas dem späteren Ministerpräsidenten Mirek Topolánek im entscheidenden Wahlgang um wenige Stimmen, obwohl sich Klaus ebenfalls für seine Wahl ausgesprochen hatte.
Von 2006 bis zum Sturz der Regierung im März 2009 war Nečas Minister für Arbeit und Soziales in den Kabinetten Topolánek I und II. Ende März 2010 wurde Nečas von der Parteiführung der ODS mit der Spitzenkandidatur für die Abgeordnetenhauswahlen im Mai betraut, nachdem Topolánek aufgrund umstrittener Äußerungen gegenüber Homosexuellen, Juden und der Kirche von der Spitzenkandidatur hatte zurücktreten müssen. Topolánek übergab am 1. April 2010 Nečas zudem seine Vollmachten als ODS-Vorsitzender. Am 20. Juni 2010 wurde er mit 87 % der Delegiertenstimmen offiziell zum Vorsitzenden der ODS gewählt.
Zwar erreichte die ODS bei den Parlamentswahlen in der Tschechischen Republik 2010 mit Nečas als Spitzenkandidaten ein historisch schlechtes Ergebnis und musste sich als stärkste Partei knapp den Sozialdemokraten geschlagen geben. Trotzdem erreichten die drei Mitte-rechts-Parteien Občanská demokratická strana, TOP 09 und Věci veřejné eine deutliche Parlamentsmehrheit. Wegen der guten Aussichten, eine tragfähige Mehrheit zu finden, ernannte Staatspräsident Klaus am 28. Juni 2010 Nečas offiziell zum Ministerpräsidenten der Tschechischen Republik und beauftragte ihn damit offiziell, eine Regierung zu bilden. Bereits am 30. Juni legte Nečas seine aus 15 Männern bestehende Kabinettsliste vor. Das Kabinett wurde am 13. Juli 2010 von Staatspräsident Klaus vereidigt. Die Regierung erhielt mit allen 118 Stimmen der Koalition (von 200 Parlamentariern) am 10. August 2010 das Vertrauen des tschechischen Abgeordnetenhauses.
Am 22. April 2012 gab Nečas bekannt, dass die Dreiparteienkoalition aus ODS, der konservativen TOP 09 und der Věci veřejné (VV) ihr Bündnis zum 27. April 2012 beenden werde. Zuvor hatte sich der kleinste Koalitionspartner, die Věci veřejné, in zwei Fraktionen aufgespalten, woraufhin die Regierung ihre bisherige Mehrheit im Parlament verlor. Einen Tag später gab Nečas an, zum 27. April im Parlament die Vertrauensfrage zu stellen, um mit den ehemaligen VV-Mitgliedern um Vize-Regierungschefin Karolína Peake sowie der TOP 09 ein neues Mitte-rechts-Bündnis einzugehen. Diese Vertrauensabstimmung überstand die Regierung mit 105 zu 93 Stimmen.
Nečas ist verheiratet und hat vier Kinder. Die Familie lebt in Rožnov pod Radhoštěm im Osten der Tschechischen Republik. Nečas hatte angekündigt, sich als Premier mit einem Škoda als Dienstwagen begnügen und nicht in die offizielle Dienstvilla ziehen zu wollen. Als „einfacher Staatsbürger“ wollte er weitgehend auf Personenschutz verzichten.
Bei einem Staatsbesuch in Deutschland bedauerte Nečas als erster tschechischer Spitzenpolitiker öffentlich, in einer Rede vor dem Bayerischen Landtag am 20. Februar 2013, die Vertreibung der Sudetendeutschen nach dem Zweiten Weltkrieg.

„Wir bedauern, dass durch die Vertreibung und zwangsweise Aussiedlung der Sudetendeutschen nach Kriegsende aus der ehemaligen   Tschechoslowakei, die Enteignung und Ausbürgerung, unzähligen Menschen viel Leid und Unrecht angetan wurde.“

Diese erneute Geste der Aussöhnung (nach der Deutsch-Tschechischen Erklärung von 1997) wurde als wichtiger Schritt bezeichnet und erhielt großen Beifall.
Am 17. Januar 2013 gaben Nečas und seine Frau Radka Nečasová offiziell ihre Trennung bekannt.
Die Trennung des Premiers von seiner Ehefrau steht auch in Zusammenhang mit einer weiteren großen Regierungskrise. Am 13. Juni 2013 wurde die Büroleiterin des Premiers, Jana Nagyová, verhaftet: Die Staatsanwaltschaft warf ihr vor, die Ehefrau des Premiers durch den Militärgeheimdienst bespitzelt und damit die Amtsvollmachten missbraucht zu haben. Gleichzeitig soll sie auch an der Bestechung von mehreren Abgeordneten der eigenen Partei beteiligt gewesen sein: Diese als „Rebellen“ bezeichneten Abgeordneten der ODS, darunter der ehem. Landwirtschaftsminister Ivan Fuksa und der ehem. ODS-Fraktionsvorsitzende Petr Tluchoř, hatten im Herbst 2012 den Kurs der Regierung nicht mehr mittragen wollen und den Konflikt dadurch gelöst, dass sie ihre Abgeordnetenmandate aufgaben. Kurz darauf erhielten sie lukrative Aufsichtsratspositionen in staatlichen Firmen. Nagyová soll entsprechende Absprachen organisiert haben. Tschechische Medien spekulieren darüber, dass eine Liebesbeziehung der Büroleiterin zum Premier Ursache für ihre Taten sein könnte. Am 17. Juni 2013 übernahm Nečas die politische Verantwortung und trat von seinen Ämtern als Ministerpräsident und als Vorsitzender der ODS zurück. Er kündigte an, sich aus der Politik ganz zurückziehen zu wollen. Wegen des Bestechungsvorwurfes beantragte die Staatsanwaltschaft im Juli 2013 die Aufhebung von Nečas’ Abgeordnetenimmunität.